# Taratà
Taratà (en rus: Тарата́) és un poble (un possiólok) de Calmúquia, a Rússia, segons el cens del 2014 tenia 47 habitants. Pertany al districte municipal de Tróitskoie.